# Ponte delle Chianche
Il ponte delle Chianche è il ponte romano conservato per la maggior parte fra quelli facenti parte del percorso della via Traiana. Il ponte si trova lungo il tratto fra Forum Novum e Aequum Tuticum; attraversa il torrente Santo Spirito, affluente del fiume Miscano, in un fondovalle presso l'attuale Buonalbergo, in provincia di Benevento.
Era un ponte a sei archi, di cui tre conservati e uno ricostruito. Deve il suo nome alla corruzione nel dialetto locale del termine plancae, che denota i basoli del piano stradale.
Il ponte è incluso nel sito Patrimonio dell'Umanità UNESCO Via Appia. Regina Viarum, in quanto parte del tratto denominato "L'Appia Traiana da Beneventum a Aequum Tuticum".

## Storia

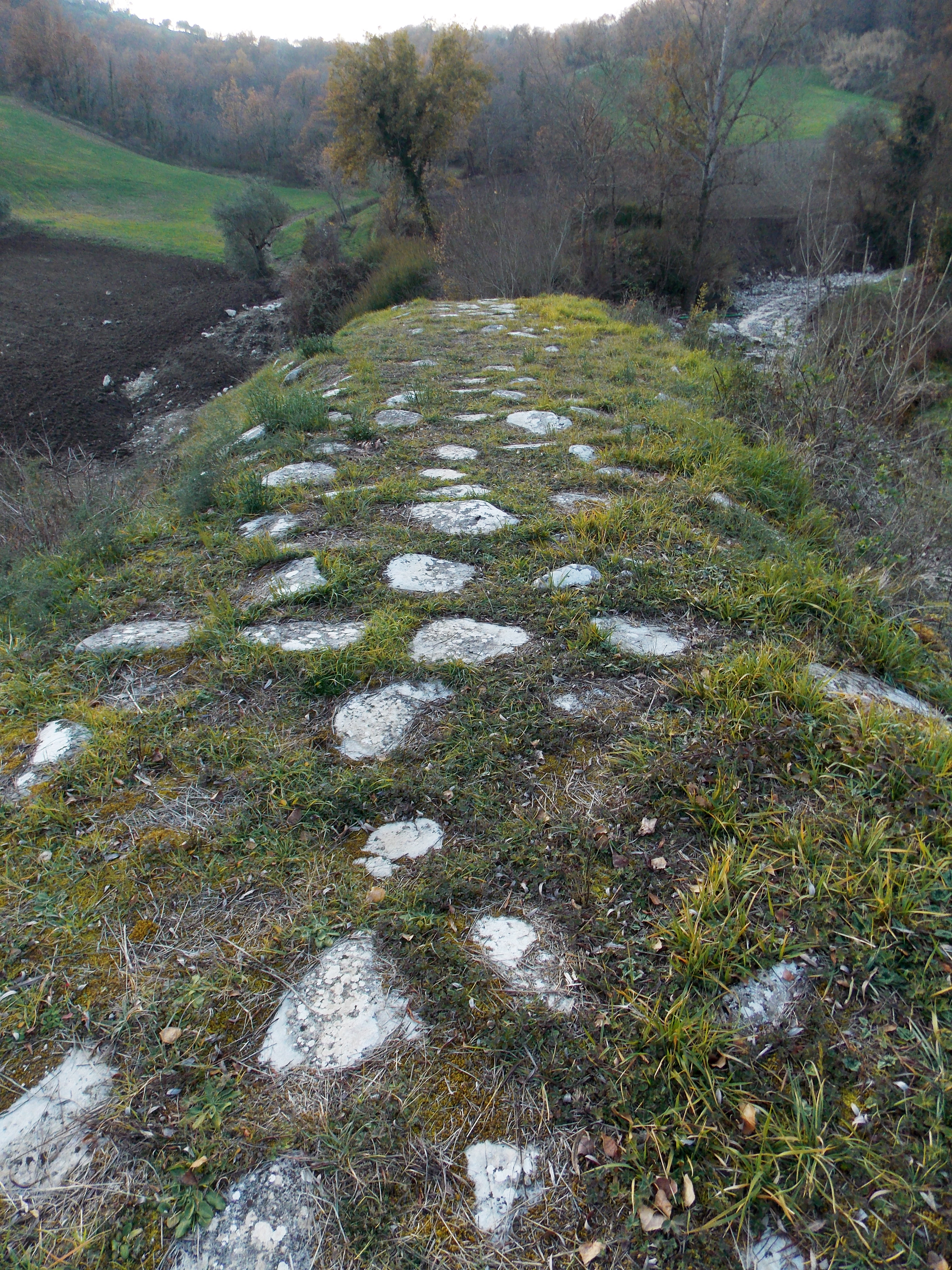
Il basolato

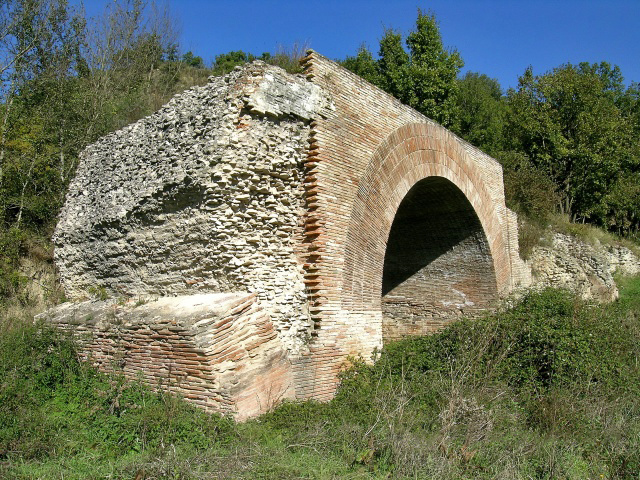
L'arcata ricostruita; in fondo, il muro sud-est di spalla, con i suoi contrafforti

Benché la via Traiana, nel suo percorso da Benevento a Brindisi, ricalcasse in linea di massima il preesistente tracciato della via Minucia, si propende a credere che il tratto fra Forum Novum e Herdonia sia stato costruito ex novo sotto l'impero di Traiano. Tale ipotesi è motivata proprio dalla presenza, in questo tratto, del ponte delle Chianche e di svariati altri ponti ad esso assimilabili per tecniche costruttive. Dunque il periodo della costruzione della strada (attorno all'anno 109) fornisce una datazione anche per il ponte in questione.
Accanto al viadotto era eretta una lapide che commemorava interventi strutturali sulla via Traiana, eseguiti da Settimio Severo e Caracalla nel 210: in verità, erano menzionate in particolare opere di arginatura, mentre il ponte delle Chianche non mostra segni di restauri riferibili a tale epoca. 
Nei secoli del medioevo la via Traiana cadde progressivamente in disuso e rovina, ma svariate sue porzioni continuavano ad essere percorse per i pellegrinaggi. Ancora nella seconda metà del XII secolo si parlava di costruire un ospizio sulla strada, proprio a Buonalbergo; in generale, i ponti della strada devono essere stati sfruttati particolarmente a lungo. In effetti, anche nei secoli successivi il ponte delle Chianche continuò ad essere usato, soprattutto da parte dei contadini locali: negli anni 1970 faceva parte di una mulattiera, chiamata vermechera. Tuttavia, ciò non impedì che la popolazione saltuariamente staccasse alcune delle lastre di argilla che lo componevano, e le riutilizzasse per costruire forni.
Nel 1913 il ponte fu esaminato da Thomas Ashby e Robert Gardner, archeologi, durante il loro viaggio allo scopo di rintracciare la via Traiana. Gli studiosi, fra l'altro, segnalavano che le due arcate più ad est, le più deboli, presentavano riparazioni avvenute nel corso del tempo. Anche il primo arco da ovest necessitò di più di un intervento: dopo il suo crollo, in tempo imprecisato, la sua luce fu otturata perché il ponte potesse ancora essere attraversato; un'ulteriore riparazione ebbe luogo nel 1923 per porre rimedio all'azione erosiva dell'acqua.
Nel 1978 fu avviato un controverso intervento di restauro del ponte: le fondamenta furono rinforzate e, fra il 1986 e il 1992, le due arcate più ad est furono interamente demolite, allo scopo di ricostruirle adoperando anche materiali moderni. Le proteste della popolazione interruppero i lavori, cosicché solo l'arcata più ad est fu ricostruita. Questo evento segnò la fine definitiva dell'utilizzo agricolo del ponte.
Il monumento da allora è parzialmente abbandonato, e giace in uno stato di conservazione precario. Ha destato particolare preoccupazione l'alluvione del 15 ottobre 2015 che ha colpito la zona: il ponte ha subito danni immediati a causa delle pietre trasportate dal torrente in piena e si sono innescati poi ulteriori crolli, per esempio nel gennaio 2019.

## Descrizione

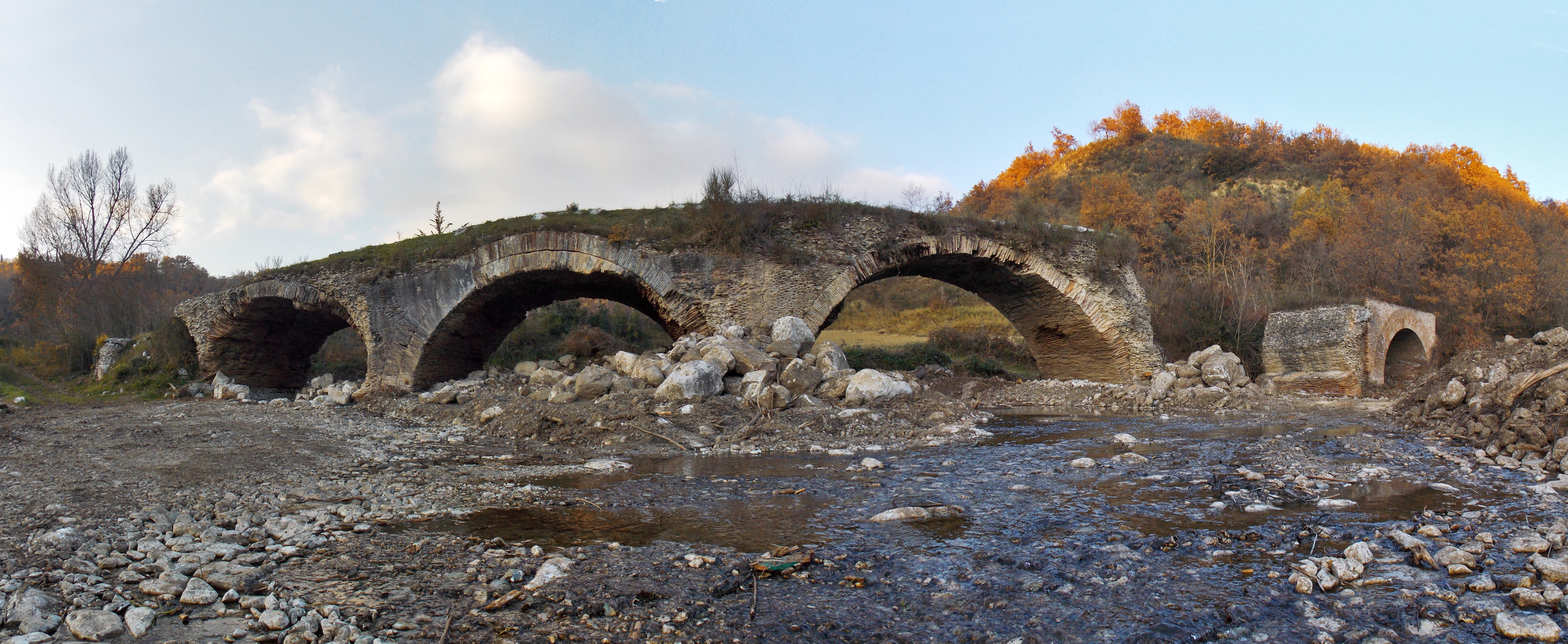
Vista complessiva da sud (fine 2015)

Il ponte delle Chianche è stato costruito per valicare un fondovalle, all'altitudine di 316 m s.l.m.. Il manufatto è simile nella struttura agli altri ponti situati lungo lo stesso moncone della via Traiana (fra cui emergono il ponte Santo Spirito e il ponte Ladrone) e anzi, visto il suo migliore stato di conservazione, funge da modello anche per essi. 
Il viadotto è largo 7,1 m (pari a 24 piedi romani) e aveva 6 campate, raccordate con due rampe laterali alla risalita dei versanti collinari; la rampa orientale è molto più poderosa dell'altra. Procedendo da ovest verso est, le campate conservate sono la seconda, la terza e la quarta, mentre la sesta si presenta ricostruita. Le campate hanno ampiezze e piani d'imposta disuguali, secondo l'uso traianeo di adattarli alla morfologia del luogo. Le loro ampiezze in successione sono, o erano, di 3,20 m; 5,85 m; 9 m; 11,5 m; 11,6 m; 6,55 m; mentre i piani di imposta degli archi si abbassano via via fino ad arrivare alle campate più ampie, la quarta e la quinta, sotto le quali passa il torrente, per poi risalire nuovamente con l'ultima.

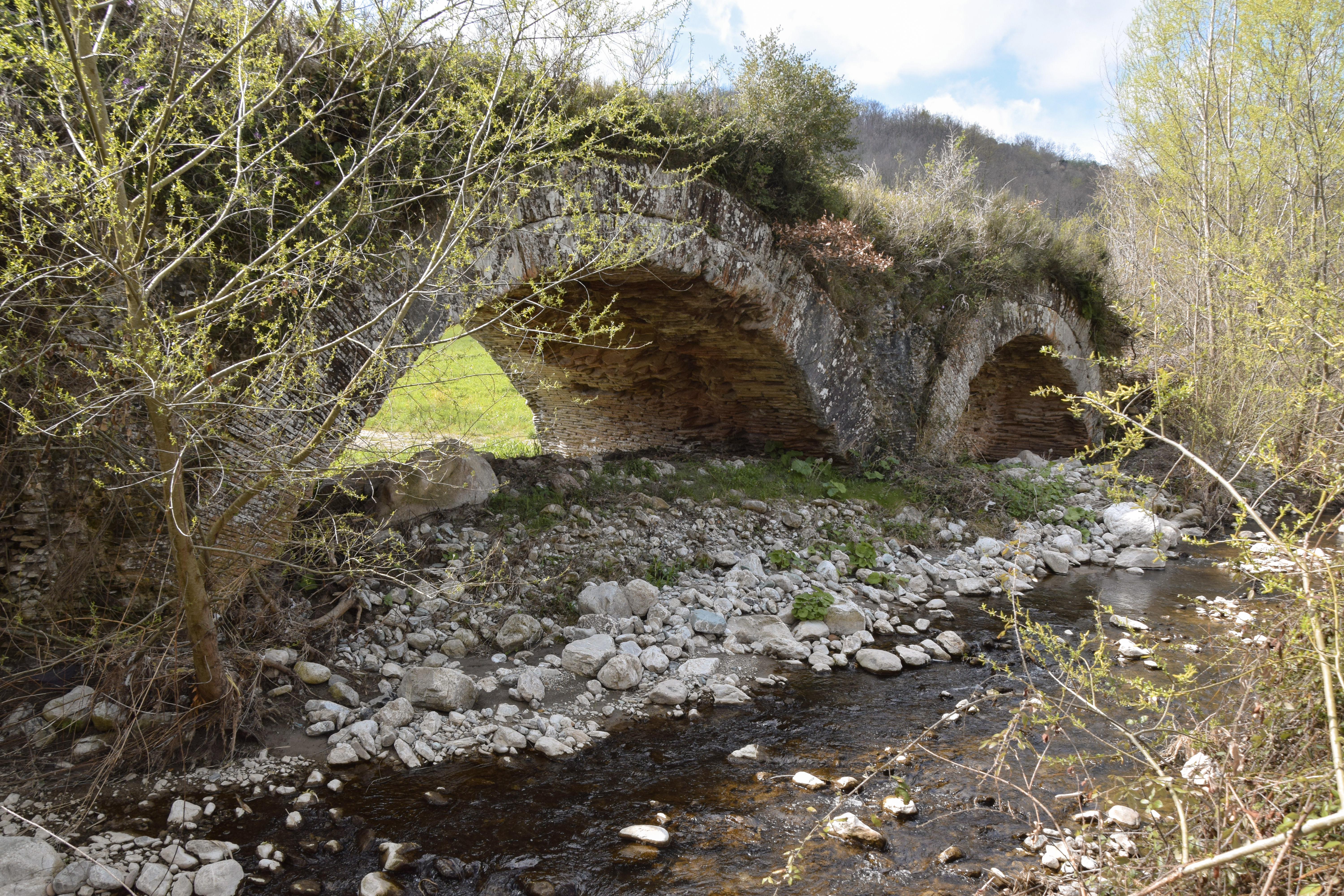
La faccia settentrionale delle due arcate meglio conservate, lambite dal corso del torrente

I detriti fluviali hanno seppellito una porzione rilevante dell'alzato del ponte, e rendono impossibile verificare se ai piedi di esso si trovava una platea lastricata in pietra, che tuttavia è lecito ipotizzare per necessità costruttive e per analogia con altri ponti della via Traiana. Il quarto e il quinto pilone da ovest (forse anche il terzo), essendo i più esposti alle acque del torrente, presentano un paramento in opera quadrata con blocchi di pietra calcarea, riempito in opera cementizia; tuttavia, ad oggi tali porzioni sono difficilmente osservabili. I blocchi sporgono per circa 40 cm dagli intradossi delle arcate, perché fornivano un punto d'appoggio per le centine durante la costruzione di queste ultime. Erano congiunti tramite graffe metalliche, oggi perdute: si vedono i loro fori di alloggiamento, oltre a quelli necessari al sollevamento dei blocchi stessi (ferrei forfices). Non ci sono tagliacque ma, sul lato nord, il basamento del quarto pilone ha un'avanstruttura che la protegge dalla corrente fluviale, la quale in questo punto arriva quasi di taglio. I piloni rimanenti hanno un paramento esterno in opera laterizia, come le sovrastrutture.
Le arcate erano costituite da due armille concentriche in laterizi bipedali di dimensioni 60 × 60 × 5 cm, saldati in malta. La terza campata le conserva entrambe, la seconda conserva l'armilla più esterna e parti di quella interna, mentre la quarta solo quella esterna. Nella ricostruzione della sesta arcata, invece, sono state realizzate quattro armille con mattoni di lato dimezzato.

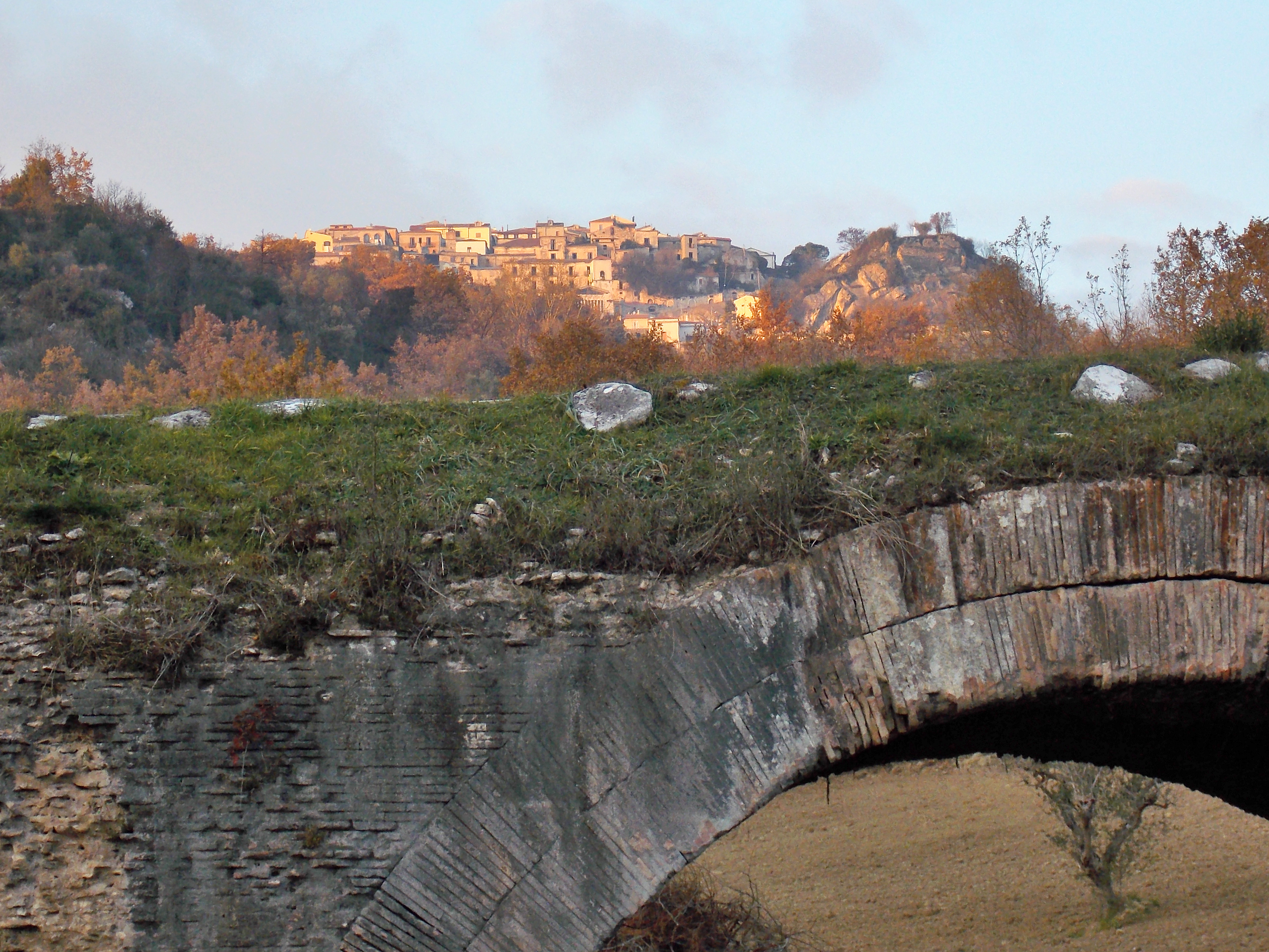
Dettaglio delle armille di un'arcata, con il paese di Buonalbergo sullo sfondo

I timpani fra le arcate sono costruiti in opera cementizia con «ciottoli e scaglie calcaree residue della lavoratura dei massi lapidei», inglobata entro un paramento composto da laterizi a sezione triangolare. Quello del lato meridionale, sopra il terzo pilone, fu costruito in due parti saldate lungo una linea verticale, forse perché era il punto in cui si congiungevano le zone di pertinenza di due diverse squadre di operai; o, in alternativa, perché il ponte fu costruito in due fasi successivamente, deviando alternativamente l'acqua del fiume verso la sponda opposta a quella cantierizzata.
Le rampe laterali del ponte sono sostenute da due muri di contenimento che, per quanto è possibile vedere, sono costruiti in opera incerta con un paramento in laterizio; il nucleo interno dovrebbe consistere semplicemente in terra. Mentre i muri della faccia nord del ponte sono modesti e quasi completamente coperti dal terreno in dislivello, quelli a sud sono più alti e rinforzati da robusti contrafforti (due a ovest e almeno quattro a est, a distanza regolare). Il muro sud-ovest è distinguibile per circa 8 m, quello di sud-est per 14 m. È rilevabile la sua fondazione, che asseconda l'andamento naturale del terreno, e sulla quale esso si erge formando una risega.

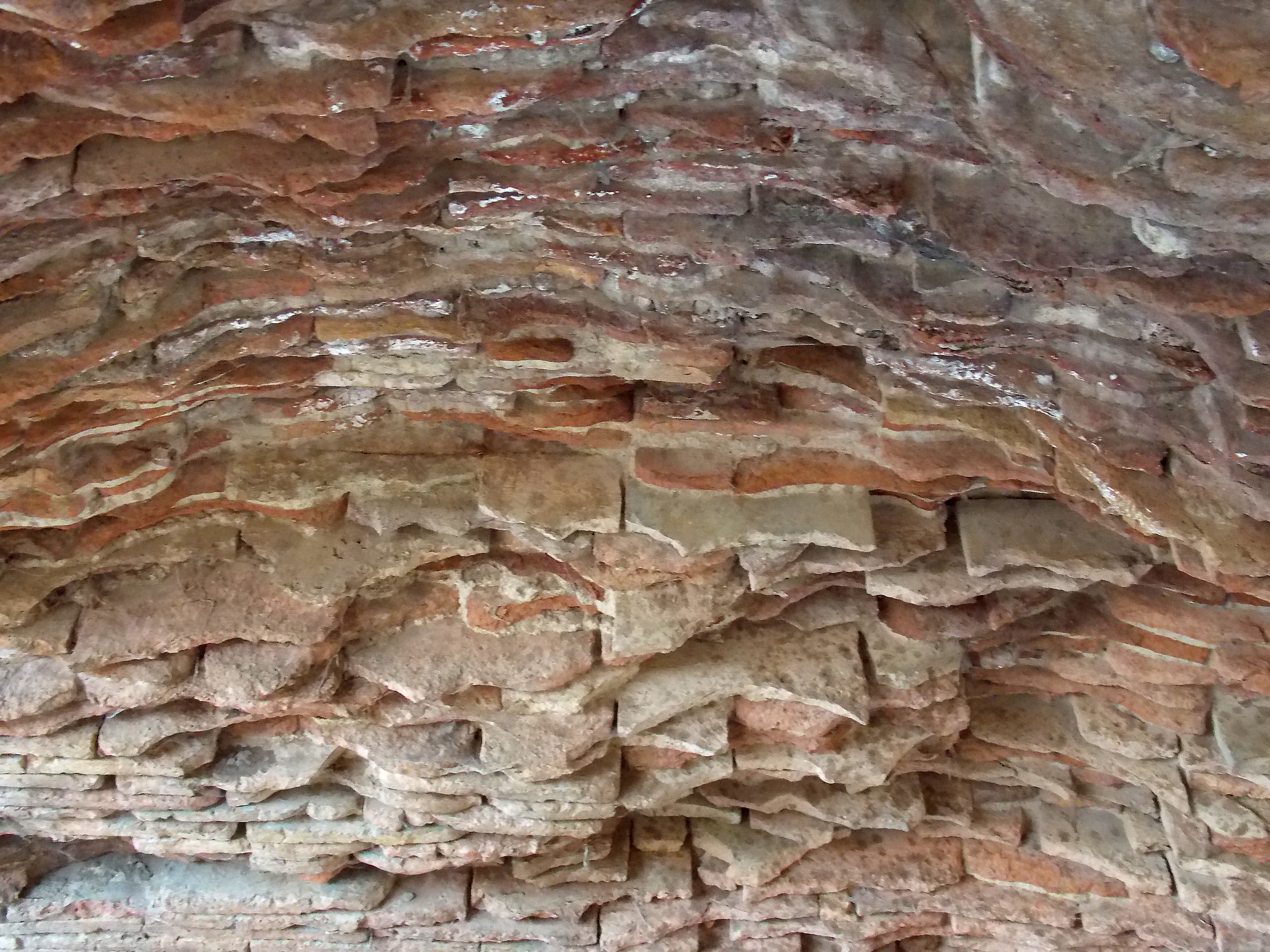
I laterizi rotti di un'arcata

Il ponte aveva un profilo lievemente a schiena d'asino: la strada saliva dai lati per divenire orizzontale in corrispondenza delle due arcate principali, la quarta e la quinta. La superficie stradale del ponte conserva parte del basolato in conci calcarei poligonali posati su un sottile strato di malta, in parte ricostruito con i restauri conclusi nel 1992. Una leggenda popolare vuole che la statua venerata nel vicino santuario della Madonna della Macchia sia miracolosamente rientrata nella chiesa dopo un tentativo di furto, e che passando su questo ponte abbia lasciato l'impronta del suo ginocchio su una pietra del lastricato. Ai lati della strada vi erano dei parapetti, andati persi. Essi poggiavano su una cornice sporgente in lastre calcaree, ed erano costruiti in laterizi, con una sommità di nuovo in pietra. Probabilmente erano predisposti anche dei marciapiedi.
L'otturazione del primo arco da ovest, la cui sommità è crollata, fu probabilmente operata in età moderna e poi ripristinata nel 1923. I due piloni dell'arco furono usati come cassaforma, insieme a due pareti realizzate per l'occasione in pietre calcaree e tufacee di piccole dimensioni, in modo da riempire lo spazio al loro interno. La parete meridionale è crollata. A questi lavori di ripristino bisogna assegnare anche il tratto di pavimentazione sovrastante, realizzato in pietrame molto più piccolo dei basoli di età traianea.

### Le iscrizioni sui bipedali
I laterizi bipedali usati per le arcate, di ottima fattura, sono stati essi stessi oggetto di studi. Cinque esemplari provenienti dalle arcate perdute sono conservati nell'Antiquarium di Casalbore. Alcuni di essi riportano semplicemente il nome dell'operaio, dell'artigiano supervisore o del proprietario della bottega ceramista, secondo l'uso più frequente (NERAEVS, LVLPI, P·OPICI/ANTHIMI).
Risulta però atipica una buona parte dei mattoni esaminati, recanti l'iscrizione PONTV·TRA in un cartiglio rettangolare. Theodor Mommsen la interpretò come Pontes Viae Traianae: questo significherebbe che tali mattoni erano prodotti su commissione per tale opera pubblica, ed erano vincolati a quell'utilizzo; ed il nome dell'imperatore Traiano su di essi era segno di garanzia. È stato supposto anche che a produrli fosse un'officina apposita, ma questo non è un dato accertato. Sono comunque pochi altri gli esempi di mattoni vincolati al nome di un'opera edile, o di un imperatore, e nessuno antecedente l'impero di Traiano.
La compresenza di bolli diversi sui bipedali del ponte delle Chianche fa pensare che, pur essendo stati predisposti dei laterizi appositamente per la costruzione della strada, siano stati acquistati anche mattoni da altre manifatture, forse locali, di modo da poter completare il viadotto entro la stagione favorevole.

## La via Traiana attorno al ponte delle Chianche
Nel tratto attorno al ponte delle Chianche, la via Traiana si allontanava da Forum Novum (e da Benevento) risalendo la valle del Miscano, grosso modo in direzione SW-NE: il suo percorso, spesso riconoscibile nei sentieri di campagna o grazie a sporadici rinvenimenti archeologici, era piuttosto diretto, nonostante attraversasse una serie di salite e discese notevoli. La strada faceva ingresso nell'attuale territorio comunale di Buonalbergo tramite il ponte Ladrone, di cui resta qualche rudere; poi con un primo saliscendi giungeva al Vallone delle Cesine, dove si trovava un altro ponticello, detto di San Marco: Ashby e Gardner poterono apprezzare qualche resto delle sue spalle in opera cementizia.
Nelle vicinanze fu rinvenuto un cippo miliario, alto 1,42 m, che testimonia i restauri effettuati dall'imperatore Costantino e poi, con un'iscrizione aggiunta in basso, da Teodosio, Arcadio e Onorio. Non si esclude che si tratti in realtà di un miliario originale della strada, ove si è ottenuta un'iscrizione riferita a Costantino rimaneggiando quella originale per Traiano. Tommaso Vitale alla fine del XVIII secolo vi leggeva il numero del miglio in cima, molto rovinato, perduto già qualche decennio dopo: a giudicare dal luogo del ritrovamento, poteva essere il XIII. Attorno al 1845 la colonna fu trasportata in un giardino di Buonalbergo, ove si trova attualmente.
La strada usciva dal Vallone delle Cesine affrontando una nuova salita, verso un terrazzamento noto come La Starza. Sul posto si trovano ancora i resti di un piccolo nucleo abitato, forse di età tardoantica, fra i quali era segnalata la presenza di un pavimento a mosaico bianco e nero. Nella stessa zona era anche una lapide (oggi perduta) celebrativa della munificenza imperiale, analoga a quella trovata presso il ponte Valentino, e proveniente dal ponte San Marco o dal ponte delle Chianche. Poco oltre, in località Brecciata, restano accumuli di materiale lapideo proveniente dalla strada.

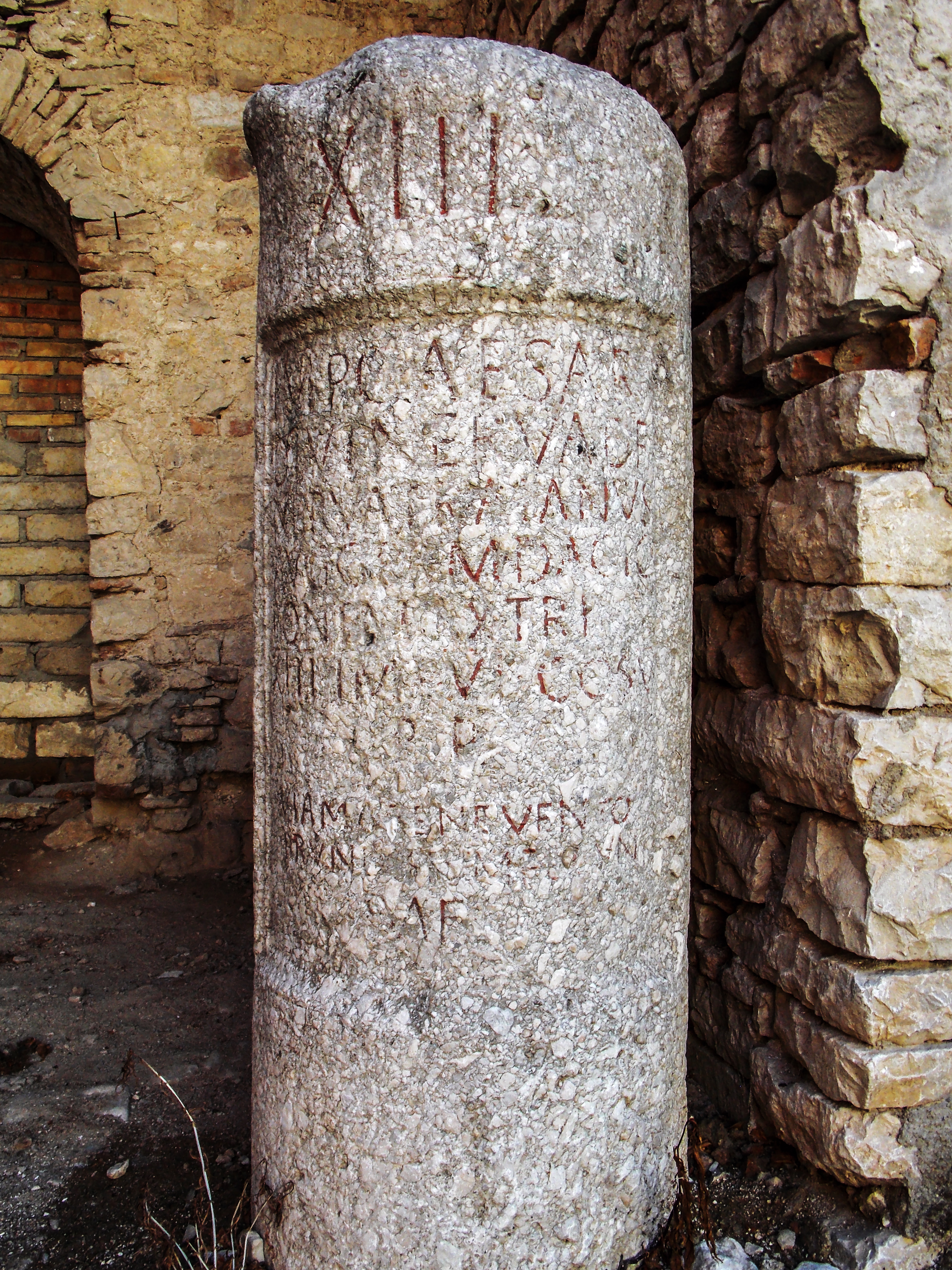
La colonna miliaria nel cortile di palazzo Coscia-Spinelli, ora municipio di Buonalbergo

L'arteria lambiva poi il rialzo su cui sorge il santuario della Madonna della Macchia: Vitale segnalava nei pressi un'altra colonna miliaria, reimpiegata in una masseria, a meno di 150 m dal probabile tracciato della strada romana. Negli anni 1950 essa fu trasferita davanti al palazzo municipale di Buonalbergo, e ora è posta nel suo cortile. La colonna è fra le originali della strada, con un'iscrizione incorniciata e dipinta di rosso riferita a Traiano. Alta 1,68 m, conserva anche il numero del miglio in cima: questo, spesso letto come il XIII della strada, è in realtà il XIIII: è infatti possibile individuale un ulteriore tratto verticale a destra, più logoro degli altri, che corregge la centratura del numerale e spiega perché la colonna si trovava quasi esattamente a 2 miglia dal XVI miliario, individuato negli anni 1970 in contrada Pietrobove a Casalbore.
Discendendo dal poggio del santuario, la via Traiana raggiungeva il torrente Santo Spirito tramite il ponte delle Chianche, 500 m più a est. Qui si ergeva la già citata lapide riguardante i lavori di Settimio Severo e Caracalla, ma nel 1713 essa fu tagliata: una parte fu trasportata all'osteria delle Tavernole, l'altra alla taverna di Monte Chiodo.
Ancora oltre, a est del ponte, è possibile riconoscere per alcune decine di metri le sostruzioni e un tratto di basolato della strada romana. Un tratto più ampio è distinguibile tramite ricognizione aerea. Più in là le tracce si diradano: riemergeranno solo nei pressi della chiesetta di Santa Maria dei Bossi, in territorio di Casalbore.